# 8-мм киноплёнка
8-мм киноплёнка, 8-миллиметровая киноплёнка — киноплёнка шириной 7,975±0,03 миллиметров с односторонней перфорацией, выпускаемая как в одинарном, так и в двойном исполнении 2×8. Самая узкая из всех существующих киноплёнок, разработанная для любительского кино. Фильмокопии на ней принято называть мелкоформатными.
До недавнего времени 8-мм киноплёнка выпускалась только обращаемая и изначально не рассчитывалась на копирование. По этой причине кинопроекторы для 8-мм киноплёнки, как и все узкоплёночные, предполагают такой же её ход, как и в киносъёмочном аппарате — эмульсией к объективу. 
Существуют две несовместимые разновидности 8-мм киноплёнки — стандартная и «8 Супер».

## Формат N8
Изобретению формата предшествовала технология экономного использования 16-мм киноплёнки «Kemko Homovie», при которой на площади стандартного кадра размещались четыре уменьшенных. Компания «Kodel Electrical & Manufacturing Company» в 1930 году наладила выпуск кинокамер и двухформатных кинопроекторов, поддерживающих как стандартный 16-мм, так и уменьшенный кадр. Камера экспонировала 4 кадрика на площади одного стандартного за счёт сложного перемещения фильмового канала методом бустрофедона при прямом ходе киноплёнки. За один цикл поочерёдно экспонировались левый и правый кадры верхнего ряда, а затем правый и левый нижнего. Механизм был сложным и ненадёжным, но позволял снизить расход дорогостоящего фотоматериала.
Через 2 года идея была усовершенствована компанией Eastman Kodak, выпустившей новый тип киноплёнки. Возможность двухстороннего хода ленты избавила от сложного механизма, позволив создавать дешёвую и надёжную аппаратуру. Формат, анонсированный в 1932 году, представляет собой 16-мм киноплёнку с укороченным вдвое шагом перфорации. Такая киноплёнка, получившая название 2×8 мм (англ. Double 8), также обеспечила четырёхкратную экономию при прежней частоте киносъёмки: за один проход в камере экспонируется только половина ширины, и в результате на площади одного 16-мм кадра размещаются четыре. По окончании рулона подающая и приёмная бобины меняются местами и съёмка продолжается на вторую половину, как в двухдорожечных магнитофонах. 
После лабораторной обработки киноплёнка разрезается вдоль и склеивается, давая удвоенную длину фильма шириной 8-мм.
Кадровое окно киносъёмочного аппарата имеет размеры 4,9×3,55 мм, а полезная площадь, проецируемая на экран составляет 4,4×3,25 мм. Перфорация полностью соответствует 16-мм плёнке: 1,83×1,27 мм, но её шаг 3,81 мм вдвое короче. Стандартной частотой съёмки и проекции для формата 2×8 считается «немая» скорость 16 кадров в секунду. Предусмотрено пространство для магнитной фонограммы шириной 0,69 мм между краем плёнки и перфорацией. Самым знаменитым любительским фильмом, снятым на такую киноплёнку, считается фильм Запрудера, запечатлевший убийство Джона Кеннеди.
Некоторые компании вскоре после появления киноплёнки 2×8 начали производить плёнку и аппаратуру одинарного формата, не требующего последующего разрезания. Однако, после выхода в 1936 году плёнки Kodachrome, доступной только в двойном формате, выпуск одинарной киноплёнки и соответствующей аппаратуры был прекращён большинством компаний. Производство киноплёнки 1×8N продолжили только Agfa и советские заводы «Тасма» и «Свема». Некоторое количество аппаратуры такого формата производилось в СССР. Не получил развития также формат киноплёнки 11,5-мм, созданный в середине 1960-х годов компанией «Kenner» на основе одинарной 8-мм киноплёнки. Дополнительная ширина использовалась для размещения оптической звуковой дорожки.
В 2011 году на основе киноплёнки 2×8 разработан новый формат «Ultra Pan 8» (UP8), использующий всю ширину за один проход. Стандарт является, по сути, модификацией 16-мм киноплёнки с укороченным шагом кадра, обладающего соотношением сторон 2,8:1. Размеры кадрового окна составляют 10,52×3,75 мм. Для съёмки используются модифицированные 16-мм камеры «Bolex» с изменённым шагом грейфера и передаточным механизмом. Формат используется для кинопроизводства по цифровой технологии Digital Intermediate. Однако, проекция таких фильмов возможна после переделки обычных 16-мм кинопроекторов.

## Формат «8 Супер»
Сюда перенаправляется запрос Супер 8 (киноплёнка), на эту тему нужна отдельная статья.
В 1965 году Kodak запустил производство киноплёнки нового формата «8 Супер», или S8, который со временем вытеснил стандарт N8. 
В СССР эта система получила название «8 мм тип-С» или «8С». 
Площадь кадра «8 Супер» увеличена за счёт уменьшения размеров перфорации и увеличения шага кадра до 4,23 мм. Перфорационные отверстия размером 0,92×1,14 мм расположены длинной стороной вдоль киноплёнки, а не поперёк, как в стандартном формате 8-мм. Все эти меры позволили повысить коэффициент полезного использования площади киноплёнки с 47 до 71%. Размеры экспонируемого кадра составляют 5,69×4,22 мм, а на экран проецируется участок 5,36×4,01 мм. Площадь такого кадра более, чем на 30% превосходит стандартный кадр N8, повышая детализацию изображения и световой поток кинопроектора. Ещё одна особенность формата «8 Супер» заключается в более удобном для монтажа расположении перфораций напротив кадра, а не межкадрового промежутка. Частота съёмки и проекции равна 18 кадрам в секунду, обеспечивая невысокий расход киноплёнки при достаточной скорости фонограммы. Стандартное смещение фонограммы составляет 18 кадров относительно изображения
Киноплёнка поставлялась в одноразовых кассетах коаксиального типа «Kodak K40» («Кодапак Супер 8») ёмкостью 15 метров. В 1970-х годах такие кассеты, разработанные в рамках стандартов «Instamatic», получили широкое распространение. Плёнка, заряженная в кассету на заводе, не требует ручной укладки в лентопротяжный механизм, а длина засвечиваемого участка составляет лишь несколько сантиметров. Конструкция обеспечивает максимальную оперативность при перезарядке и снижает расход киноплёнки. В СССР такие кассеты под названием «КС-8» выпускались разборными и использовались многократно. С 1973 до 1997 года Kodak выпускал звуковые кассеты, незначительно увеличенные в высоту. Киноплёнка в них снабжалась магнитной дорожкой шириной 0,69 мм, расположенной вдоль края, противоположного перфорации. Для съёмки длительных звуковых сцен выпускались также кассеты ёмкостью 60 метров, допускавшие при стандартной частоте 18 кадров в секунду продолжительность непрерывной записи 13 минут 20 секунд. По состоянию на 2017 год Kodak поставлял киноплёнку только в «немых» кассетах K40. Кроме обращаемых выпускаются также негативные сорта, например «Kodak Vision 3» серий 7203, 7219 и 7213 для профессионального кинематографа.
Почти сразу же вслед за Kodak компания Fujifilm запустила собственное производство киноплёнки «8 Супер» в кассетах другого стандарта, получившего название «Single 8». От коаксиальных кассет Kodak японские отличались планарным расположением подающего и принимающего рулонов, соответствуя двойным кассетам в профессиональном кино. При той же ёмкости кассеты 15 метров японская киноплёнка была на 1/3 тоньше американской, и обеспечивала более высокое качество изображения за счёт использования металлического прижимного столика камеры. Стандарт не получил распространения за пределами Японии, а в СССР был неизвестен.
Некоторое распространение получил формат «2×8 Супер», аналогичный обычному 2×8, и разрезаемый после проявления. Из достоинств формата «8 Супер» этот стандарт, появившийся позднее основного, унаследовал только увеличенную площадь кадра. Все остальные преимущества: удобство перезарядки и возможности автоматизации ввода параметров в камеру, в двойном формате недоступны. Одной из немногих причин его появления была возможность перехода на более современную киноплёнку «8 Супер» без существенной модернизации основных узлов уже существующей киносъёмочной аппаратуры.
В отличие от полностью любительского формата N8, киноплёнка «8 Супер» была замечена профессионалами, сразу же попытавшимися воспользоваться преимуществами компактной и лёгкой аппаратуры. Крупнейшие производители киносъёмочной техники наладили выпуск профессиональных камер этого формата, ничем не уступающих 16-мм образцам. Однако, распространение в профессиональном кино ограничивалось большими потерями качества, неизбежными при оптических технологиях тиражирования фильмов. С ростом фотографического качества киноплёнок в последние десятилетия и развитием цифровой технологии Digital Intermediate, формат «8 Супер» нашёл применение и в профессиональном малобюджетном кинематографе и производстве видеоклипов. Отдельные сцены некоторых фильмов, таких как «Синистер» и «Прирождённые убийцы» снимались на 8-мм киноплёнку, придающую изображению специфический характер. Популярность киноплёнки «8 Супер» привела к появлению профессионального формата «Super 8 MAX» (другое название — «Super Duper 8») с увеличенным кадром. В нём дополнительно используется пространство, зарезервированное для фонограммы. Полученный после сканирования кадр пригоден для создания видео формата 16:9 или печати фильмокопий с соотношением сторон 1,66:1.

## Аппаратура для 8-мм киноплёнки
Первая кинокамера под названием «Cine-Kodak Eight» для киноплёнки 2×8 была выпущена в 1932 году разработчиком формата. Вскоре 8-мм аппаратуру начали выпускать большинство других компаний, оценивших перспективы нового стандарта. К концу 1960-х годов производство 8-мм камер было налажено в 12 странах: Японии, США, СССР, ФРГ, Франции, ГДР, Чехословакии, Англии, Швейцарии, Австрии, Италии и Австралии. Особенности формата, такие как короткий шаг кадра и его небольшие размеры, позволяли создавать киносъёмочную аппаратуру с высокой световой эффективностью. Наиболее совершенные камеры оснащались сверхсветосильными объективами с максимальными относительными отверстиями f/1,4—f/1,0, которые в сочетании с большим углом раскрытия обтюратора (до 230°) позволяли вести съёмку при невысоких уровнях освещённости. В названии большинства таких аппаратов присутствует обозначение «XL» (англ. Existing Light, буквально: «существующий свет»). 
- Первая 8-мм кинокамера
«Cine-Kodak Eight»
- Советская кинокамера «Экран» формата 1×8N
- Кинокамера «Белл-Хауэлл», которой снят фильм Запрудера
- Камера—проектор
«Longines-Wittnauer», 1958 год
- Звуковой кинопроектор системы «Филмосаунд»
- Кинокамера
«Chinon 555XL»
формата «8 Супер»

Известны камеры, записывавшие на 11,5-мм (N8+3,5 мм) плёнку синхронный звук оптическим методом, но они не получили широкого распространения. Фирма Kodak первой начала выпуск киноплёнки с магнитной звуковой дорожкой, а также оборудования для записи и воспроизведения звука с неё. В 1960 году компания «Фейрчайлд» выпустила кинокамеру «Синефоник 8» (англ. Cinephonic 8), способную записывать звук на магнитные дорожки киноплёнки формата 2×8. Фирма Canon в 1970 году начала выпуск линейки кинокамер системы «Кэносаунд» (англ. Canosound), записывающих синхронный звук на магнитную дорожку киноплёнки «8 Супер». В 1972 году компания «Белл-Хауэлл» (англ. Bell&Howell) выпустила серию кинокамер «Филмосаунд» (англ. Filmosound) того же формата. Специальный магнитофон соединялся с камерой кабелем пилот-тона, который генерировался её электроприводом и записывался на отдельную дорожку компакт-кассеты. При воспроизведении записанный сигнал управлял двигателем кинопроектора, обеспечивая синхронизацию. Позднее появились любительские камеры с записью звука на магнитную дорожку киноплёнки в кассете «Kodak K40» типа Instamatic.
В СССР выпускалось несколько модельных рядов любительских кинокамер: «Лада», «Лантан», «Турист», «Экран», «Аврора», «Нева», «Спорт», «ЛОМО», «Кварц». Ни одна из них не поддерживает звукозапись и не пригодна для синхронной съёмки как по уровню шума, так и по стабильности привода.
Звуковая 8-мм кинокамера «Аврора-226» так и не была запущена в серийное производство из-за отсутствия отечественной киноплёнки с магнитной дорожкой. Единственной доступной технологией было озвучивание готовых фильмов записью музыкального сопровождения и дикторского текста на внешний магнитофон. Для синхронизации использовалось серийное устройство «СЭЛ-1». Небольшие размеры кадра делали 8-мм киноплёнку пригодной для высокоскоростной киносъёмки. Например, советская камера «ФП-22» снимала на этот формат с частотой до 100 000 кадров в секунду.

## Проекция
Большинство киностудий до конца 1980-х годов печатали узкоплёночные фильмокопии сокращённых вариантов кинокартин. В США на киноплёнках N8 и «8 Супер» выпущено множество релизов фильмов Чарли Чаплина и студии Уолта Диснея для домашнего просмотра. Большинство из них были немыми, но некоторые снабжались оптической фонограммой переменной ширины. Стандартная длина фильмокопий на специальных бобинах составляла 60 и 120 метров. Чтобы исключить путаницу, катушки для киноплёнки разных стандартов снабжались посадочными отверстиями разной формы. В середине 1970-х годов за пределами СССР получили распространение картириджи с 8-мм фильмами, заряжаемые в специальные кинопроекторы.
В СССР на такой киноплёнке выпускались немые копии мультфильмов и короткометражных картин, например «Шпионские страсти», «Ну, погоди!» и «Самогонщики». Печать фильмокопий производилась с оптическим размножением 35-мм контратипа на 32-мм позитивную киноплёнку с четырёхрядной перфорацией, соответствующей четырём 8-мм киноплёнкам. Для этого использовались кинокопировальные аппараты «23ВМО—1» и «23ИМО—1». Прямое изображение на готовых копиях получалось за счёт оптической печати через подложку контратипа. 8-мм фильмы длиной 30, 60 и (очень редко) 120 метров были доступны в свободной продаже. Благодаря подходящим размерам они поставлялись на катушках, предназначенных для магнитной ленты шириной 6,25 мм. Кинолюбители пользовались такими же, поскольку специальные бобины для 8-мм киноплёнки в СССР выпускались в очень малых количествах только на ЛОМО. Продолжительность демонстрации фильма длиной 60 метров составляет примерно 10 минут при частоте проекции 24 кадра в секунду.
- Детский 8-мм киновизор со снятой крышкой
- 8-мм кинопроектор «Sekonic 80P»
- Кинопроектор со встроенным экраном
- Советский 8-мм кинопроектор «Луч»
- Фильмокопия на 8-мм киноплёнке
- Катушка для 8-мм фильма Kodak

Для просмотра любительских фильмов и фильмокопий выпускались кинопроекторы соответствующих форматов. В начале 1980-х годов получили популярность модели с встроенным или приставным просветным экраном. Например, японский кинопроектор «Elmo HiVision SC-30» оснащался стеклянным экраном размером 220×156 мм, позволяющим просматривать фильмы в незатемнённом помещении. Кроме демонстрации немых фильмов аппарат позволял прослушивать магнитную фонограмму при её наличии на киноплёнке, и производить её перезапись.
В СССР наиболее распространёнными и доступными по цене были простейшие «Луч», «Луч-2» и «Кама» 8П-1, поддерживающие только стандартную 8-мм киноплёнку. Кинопроектор «Квант» более высокого класса также был рассчитан на этот формат. Модификация «Луч-2 С8» предназначалась для фильмов формата «8 Супер». Более совершенные проекторы «Русь» и «Волна» были двухформатными. Ни один из советских 8-мм кинопроекторов не оснащался звукоблоком, но большинство из них позволяли прослушивать звуковое сопровождение на внешнем магнитофоне, синхронизированном специальной приставкой «СЭЛ-1». Кроме отечественной аппаратуры для кинопроекции 8-мм фильмов в СССР были доступны чехословацкий «Мео-8», а также немецкие «Веймар-1», «Веймар-3» и польский «Аматор».

### Кассетное кино
До появления бытовых видеомагнитофонов и видеокассет осуществлялись многочисленные попытки создания так называемого «кассетного кино» на основе 8-мм киноплёнки. Для этого разрабатывались кинопроекторы, оснащённые специальными картриджами с готовым фильмом. Такой принцип сильно упрощал зарядку, расширяя круг пользователей. Первый кассетный проектор был выпущен в начале 1960-х годов компанией Technicolor. Позднее аналогичные устройства начали выпускать и другие фирмы, например компания Philips наладила производство кассетных проекторов с возможностью прямого и обратного хода киноплёнки в картридже при нормальном, замедленном и покадровом просмотре. Разными компаниями было разработано несколько типов кассет, главным образом для киноплёнки «8 Супер», несовместимых друг с другом. В большинстве случаев киноплёнка, заряженная в картридж, склеивалась в кольцо для исключения перезарядки и перемоток.
Подобным способом 8-мм киноплёнка заряжалась в детские киновизоры, предназначенные для просмотра коротких анимационных роликов. Устройство было простейшим: прерывистое перемещение киноплёнки осуществлялось за счёт неподвижного храпового грейфера, а обтюратор отсутствовал. Каждый киновизор заряжался одним кольцом киноплёнки, изображение с которой можно было наблюдать в окуляре за счёт внешней подсветки, как в диаскопах. Более совершенный киновизор «Колобок» позволял менять киноролики, заряженные в специальный картридж. В Германии выпускались более сложные детские проекторы под брендом «Dux Kino». Устройство со сменными картриджами, заряженными 8-мм фильмом, могло служить в качестве киновизора или проектора с питанием лампы от батарей.

## Цифровое оборудование
Аппаратура для 8-мм киноплёнки нашла применение и в современных цифровых технологиях кино- и видеопроизводства. Компания «Nolab» разработала видеомодуль, позволяющий записывать цифровое видео стандарта 720p кинокамерами формата «8 Супер», рассчитанными на кассеты «Kodak K40». Модуль выполнен в корпусе, совпадающем по форме с кассетой киноплёнки, и оснащён матрицей разрешением 5 мегапикселей. В декабре 2014 года начат выпуск гибридной камеры «Logmar», совмещающей в одном корпусе функции видеокамеры и киносъёмочного аппарата формата «8 Супер». Запись синхронной фонограммы в новом аппарате происходит на карту памяти Secure Digital.
В январе 2016 года на ежегодном Consumer Electronics Show компания Eastman Kodak объявила о начале выпуска новейшей кинокамеры формата «8 Супер», записывающей синхронный звук на карту памяти Secure Digital. Начало продаж намечалось на сентябрь 2016 по цене от 400 до 750 долларов США. Представленный прототип оснащён электронным видоискателем с жидкокристаллическим дисплеем. Кроме того, компания намерена перезапустить практически исчезнувшую сеть обработки киноплёнки этого формата с дополнительной услугой её оцифровки. Выпуск камеры был задержан из-за доработки прототипа в соответствии с пожеланиями потенциальных заказчиков, высказанными ими в ходе опроса. В итоге первые 2000 экземпляров со специальной комплектацией намечено выпустить в мае 2017 года. Кроме того, Kodak анонсировал возобновление выпуска 8-мм цветной обращаемой киноплёнки «Ektachrome», снятой с производства в 2012 году. Согласно предварительным прогнозам плёнка должна быть доступна в продаже уже в четвёртом квартале 2017 года. К ноябрю стало известно о завершении подготовки производства, которое готово стартовать в ближайшее время.

## Современное использование
Несмотря на бурное наступление цифровых технологий, узкая киноплёнка, особенно формата «8 Супер», продолжает использоваться энтузиастами и профессионалами. В некоторых городах США и Западной Европы до сих пор проводятся ежегодные фестивали узкоплёночных фильмов, такие как «Flicker Film Festival», «Super Gr8 Film Festival» и другие. Форумы «Straight 8» и «Bentley Film Festival» проводят свои показы в рамках Каннского кинофестиваля, давая площадку молодым кинематографистам. Фильм «Человек, который встретился с собой» (англ. The Man Who Met Himself), снятый на киноплёнку «8 Супер», и показанный в 2005 году в Каннах, стал первым узкоплёночным номинантом Золотой пальмовой ветви в категории короткометражных фильмов. Обязательным условием участия в некоторых фестивалях является отсутствие монтажных склеек ролика 8-мм киноплёнки, отснятого и проявленного целиком.
Часть киношкол и институтов телевидения, таких как киноотделение Городского Колледжа Сан-Франциско или телевизионный факультет Университета Северного Техаса используют в процессе обучения студентов 8-мм киноплёнку. Считается, что знакомство с классической оптической технологией кинопроизводства таким способом облегчает понимание основных принципов аудиовизуальных искусств.